# NOW 16
Now (That's What I Call Music 16) er et dansk opsamlingsalbum udgivet 25. maj 2006 i kompilation-serien NOW Music.

## Spor
1. Kelly Clarkson: "Because Of You"
2. Jokeren feat. Mass: "Godt Taget"
3. The Black Eyed Peas: "Pump It"
4. P!nk: "Stupid Girls"
5. Mariah Carey: "Don't Forget About Us"
6. Bryan Rice: "Homeless Heart"
7. TV-2: "Sporløs"
8. Pussycat Dolls feat. Will.I.Am: "Beep"
9. L.O.C.: "Du Gør Mig..."
10. Gavin DeGraw: "Follow Through"
11. Sugababes: "Ugly"
12. Corinne Bailey Rae: "Put Your Records On"
13. Anden: "F.A.Q."
14. Peter Sommer: "Når Man Hamrer Løs På En Åben Dør"
15. Gorillaz: "Kids With Guns"
16. Outlandish feat. U$O: "Kom Igen"
17. Flipsyde: "Happy Birthday"
18. Coldplay: "The Hardest Part"
19. Eros Ramazzotti & Anastacia: "I Belong to You (Il Ritmo Della Passione)"